# Сарыкая, Серенай
Серена́й Сарыкая́ (тур. Serenay Sarikaya; род. 1 июля 1992, Анкара, Турция) — турецкая актриса и модель.
Наибольшую популярность получила при сериале «Прилив/Medcezir» (2013—2015).

## Биография
Серенай родилась в городе Анталья 1 июля 1992 года. В детстве была очень активным ребёнком, занималась музыкой и спортом.
Родители Серенай развелись, когда ей было 6 лет. После развода родителей Серенай с матерью переезжают в Анкару, но через 5 лет возвращаются в Анталию. В Анталии Серенай окончила среднюю школу и поступила в лицей. Позднее Серенай и её мать переезжают в Стамбул, где Серенай заканчивает театральное отделение Стамбульского лицея.
Серенай очень спортивная девушка, прекрасно играет в баскетбол, волейбол и теннис.
Уже в юном возрасте Серенай начинает делать первые шаги в карьере модели и актрисы. В 15 лет она приняла участие в детском конкурсе красоты, проходившем в Праге, завоевала 4 место и получила специальный приз от жюри.
В 2010 году Серенай приняла участие в конкурсе «Мисс Турция», где заняла второе место. После конкурса Серенай становится одной из самых успешных и высокооплачиваемых моделей Турции. Неоднократно она становится лицом периодических глянцевых изданий. И на сегодняшний день модельный бизнес продолжает составлять немалую часть дохода актрисы. Уже несколько лет она является лицом марки Mavi, производящей джинсовую одежду, и лицом Head & Shoulders в Турции.
В 2014 году получила награду «Золотая Бабочка» в номинации «Лучшая женская роль» за роль Миры в сериале «Прилив». В этом же году стала «Женщиной года» по версии CQ Turkiye. Примечательно, что на этой церемонии её бывший парень Керем Бюрсин стал «Мужчиной года», где он её в первый раз и увидел.
В 2015 году снова получает награду за ту же роль от «Золотой Бабочки».
Серенай является первой турецкой актрисой, кто стал послом Bvlgari в Турции в 2021 году. Открытие бутика с участием актрисы произошло 30 июня 2021 года в Бодруме.

## Кинотека
Первая роль Серенай — роль второго плана (Шашкин) в фильме «Путаница» в 2006 году. Благодаря этому фильму молодую актрису заметили и стали приглашать сниматься другие режиссёры, её игра покорила сердца многих зрителей.
С 2019 года выступает в главной роли в мюзикле «Алиса в Стране чудес» — одной из самых технологичных постановок последних лет, с невероятными спецэффектами; спектакли проходят на сцене Zorlu PSM в Стамбуле.
Серенай имеет массу профессиональных и почётных наград. Актриса обладает прекрасным голосом и неоднократно получала предложения о записи альбомов, однако пока это направление деятельности девушку не интересует.
В 2023 году снимается в сериале «Семья» с актёром Кыванч Татлытугом в главных ролях, также был снят турецкий мистический сериал «Шахмаран», в котором Серенай Сарыкая снялась в главной роли.

## Личная жизнь
По слухам, во время съёмок «Прилива» Серенай встречалась с актёром Чагатаем Улусоем, однако оба артиста отрицают эту связь. С 2015 года Серенай встречалась с Керемом Бюрсином, но в конце апреля 2019 г. они официально объявили о расставании. Позже начала встречаться с актёром и комиком Джемом Йылмазом, который был старше её на 20 лет. В 2020 году пара распалась.

## Фильмография
| Год       |   | Русское название       | Оригинальное название    | Роль          |
| --------- | - | ---------------------- | ------------------------ | ------------- |
| 2017      | с | Фи                     | Fi                       | Дуру          |
| 2017      | ф | Доброе утро, любимая   | Günaydın sevgilesi       | Диляра        |
| 2016      | ф | Вместо нас двоих       | İkimizin Yerine          | Чичек         |
| 2016      | с | Долина волков. Засада  | Kurtlar Vadisi. Pusu     | Валерия       |
| 2013—2015 | с | Прилив                 | Medcezir                 | Мира Бейлидже |
| 2013      | с | Бехзат Ч: Анкара горит | Behzat Ç. Ankara Yanıyor | Мелиса        |
| 2011      | с | До свидания            | Hoşçakal                 | Сара          |
| 2010—2014 | с | Пора тюльпанов         | Lale Devri               | Ешым Ташкиран |
| 2008—2010 | с | Аданали                | Adanalı                  | София Диккая  |
| 2008      | с | Лимонное дерево        | Limon Ağacı              | Пери          |
| 2008      | с | Сказка                 | Peri Masalı              | Таля          |
| 2008      | ф | На пляже               | Plajda                   | Аслы          |
| 2006      | ф | Спутанный              | Şaşkın                   | Итир          |